# Lorenzo Dalla Porta

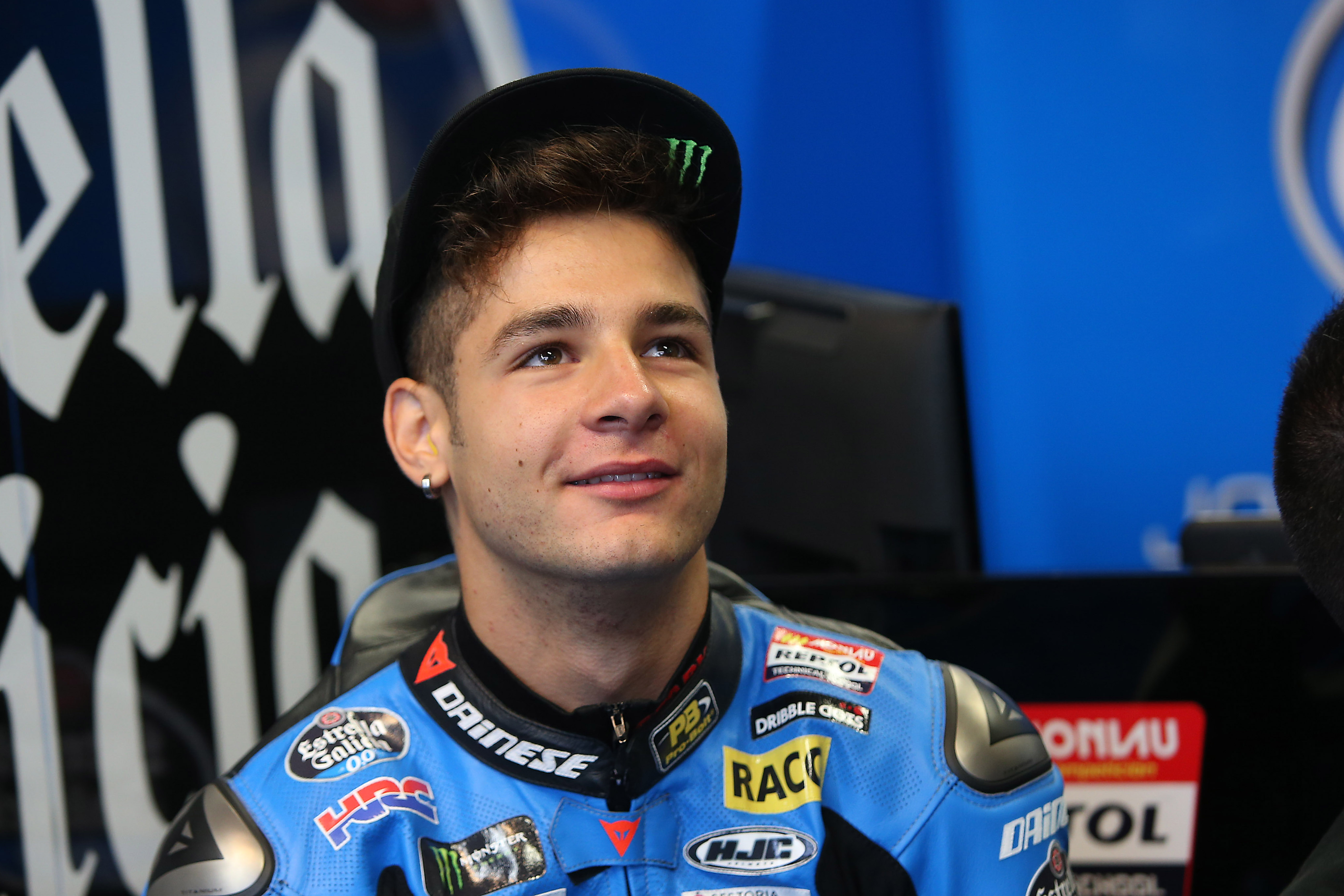
Lorenzo Dalla Porta 2016.

Lorenzo Dalla Porta, född 22 juni 1997 i Prato, är en italiensk roadracingförare som tävlar i Moto3-klassen i världsmästerskapen i Grand Prix Roadracing. Han blev världsmästare i Moto3 säsongen 2019.

## Tävlingskarriär
Dalla Porta gjorde VM-debut i roadracing i Moto3-klassen säsongen 2015 för Husqvarna Factory Laglisse team på en Husqvarna-motorcykel som ersättningsförare för den skadade Isaac Viñales. Han körde nio race och slutade på 25:e plats i VM. Säsongen 2016 körde Dalla Porta junior-VM i Moto3 och blev juniorvärldsmästare. Samtidigt gjorde han flera inhopp i Moto3-VM för flera skadade förare och kom på 30:e plats i VM. Roadracing-VM 2017 klev Dalla Porta in på heltid i Moto3-VM. Han körde en Mahindra för Pull&Bear Aspar Mahindra Team. Det blev ett relativt svårt år och han kom på 28:e plats i VM. Roadracing-VM 2018 bytte han till Honda och Leopard Racing. Redan i säsongens första Grand Prix kom Dalla Porta på tredje plats - hans första pallplats i Grand Prix-sammanhang. Första segern kom 9 september 2018 i San Marinos Grand Prix. Dalla Porta fortsatte hos Leopard Racing säsongen 2019.

## Framskjutna placeringar
Uppdaterad till 2019-11-04.
| Nr | Grand Prix | År   |
| -- | ---------- | ---- |
| 1  | San Marino | 2018 |
| 2  | Tyskland   | 2019 |
| 3  | Japan      | 2019 |
| 4  | Australien | 2019 |
| 5  | Malaysia   | 2019 |

| Nr | Grand Prix | År   |
| -- | ---------- | ---- |
| 1  | Thailand   | 2018 |
| 2  | Japan      | 2018 |
| 3  | Malaysia   | 2018 |
| 4  | Qatar      | 2019 |
| 5  | Frankrike  | 2019 |
| 6  | Italien    | 2019 |
| 7  | TT Assen   | 2019 |
| 8  | Tjeckien   | 2019 |
| 9  | Thailand   | 2019 |

| Nr | Grand Prix     | År   |
| -- | -------------- | ---- |
| 1  | Qatar          | 2018 |
| 2  | Storbritannien | 2019 |